# Raie Manta
Raie Manta (international auch Manta Ray) ist ein Kurzfilm von Anton Bialas, der im Mai 2022 bei den Filmfestspielen in Cannes seine Premiere feierte.

## Handlung
Drei Menschen versuchen aus dem autoritären System auszubrechen, in dem sie sich in Paris wiederfinden.

## Produktion

### Filmstab

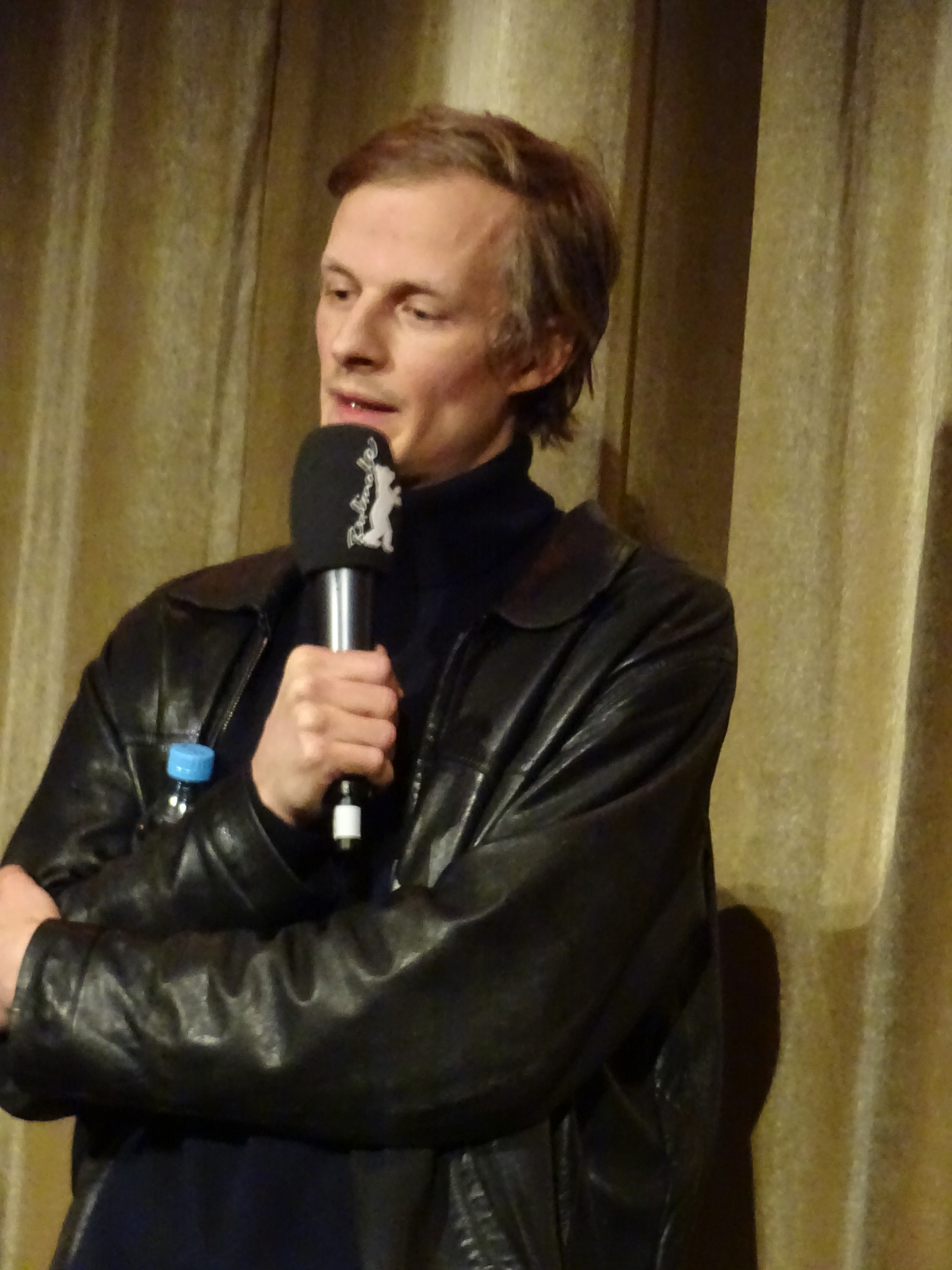
Anton Bialas bei der Vorstellung seines Films À l’entrée de la nuit bei der Berlinale 2020

Regie führte Anton Bialas, der auch das Drehbuch schrieb. Es handelt sich um seinen zehnten Kurzfilm. Für seinen Kurzfilm À l’entrée de la nuit war er 2020 bei den Filmfestspielen in Berlin für den Goldenen Bären nominiert. Bialas wurde 1990 in Paris geboren und studierte Film an der Sorbonne und der Tisch School of the Arts der New York University.

### Besetzung
In einer der Hauptrollen ist seine frühere künstlerische und zwischenzeitlich Lebenspartnerin Kamilya Kuspanova Bialas zu sehen. Sie wurde in Kasachstan geboren, zog jedoch als junge Frau zum Studium nach Frankreich. Gemeinsam arbeiten sie auch als Fotografen, veröffentlichten ein Buch und eine CD und realisierten einen Dokumentarfilm. Weitere Rollen im Film wurden mit Michaël Blin, Hadrien Mossaz, Nikita Dmitriev und Matthieu Peck besetzt.

### Veröffentlichung
Die Premiere des Films erfolgte am 24. Mai 2022 bei den Filmfestspielen in Cannes, wo er in der Semaine de la Critique gezeigt wird. Der Film wurde auch Online gezeigt.

## Auszeichnungen
Internationale Filmfestspiele von Cannes 2022
- Nominierung im Kurzfilmwettbewerb der Semaine de la Critique
- Nominierung für den Leitz Cine Discovery Prize[6][7]